# Zalai-dombság
A Zalai-dombság Magyarország nyugati határszélén, az Alpokalján (Nyugat-Magyarországi-Peremvidék) elterülő földrajzi középtáj.
A dombhátakon fennmaradt a folyóvízi kavicstakaró, a jégkorszaki szélbarázdákban kialakult völgyek némelyike az egykori Pannon-tenger pliocén korú üledékeit is feltárja.
A sűrű, csaknem párhuzamos, de dél felé kissé szétterülő, mélyen bevágódó völgyek erősen tagolják a felszínt. Ez a felszabdaltság nem kedvezett a nagyobb települések kialakulásának, így vált jellemzővé a „szeges” falutípus.
Legjelentősebb folyója a Zala, a Balaton legfőbb vízszállítója.
Területének nagy hányadát erdő borítja, az országos átlagnál kevesebb a szántóföld.
Nyersanyagai közül a Szénhidrogének, a kőzetek és a termálvíz emelendő ki. A mára jórészt kiapadt kőolaj- és földgázkészletek kiaknázására alakult meg a Magyar-Amerikai Olajipari Részvénytársaság (MAORT), amely a második világháborút követő államosítás után is a terület fejlődésének egyik mozgatórugója maradt.
A dombság két legnagyobb városa Zalaegerszeg és Nagykanizsa.
A tájra gondolva írta Ruffy Péter 1972-ben:
Ezernyi völgy. Ezernyi hajlat, ezernyi domb, ezernyi erdősziget. […] Ezernyi hajlék, fehér présházak, vasalt ajtajú öreg borospincék, tündérnyi völgyhajlatok… fekete rigó füttye hinti be a tájat. A tájat, mely hasonlíthatatlan. A tájat, amely egyedülvaló.

## Fekvése
A középtáj határai: északon az Alpokalja, a Vasi-Hegyhát és a Kemeneshát, keleten a Keszthelyi-fennsík, a Balaton és a Rinya, délen a Mura, nyugat felé a Dráva-Mura-dombvidék (Szlovénia, Horvátország). A Zalai-dombság folyói a Zala, -a Balaton legfőbb vízszállítója,- és a Kerka.

## A táj felosztása

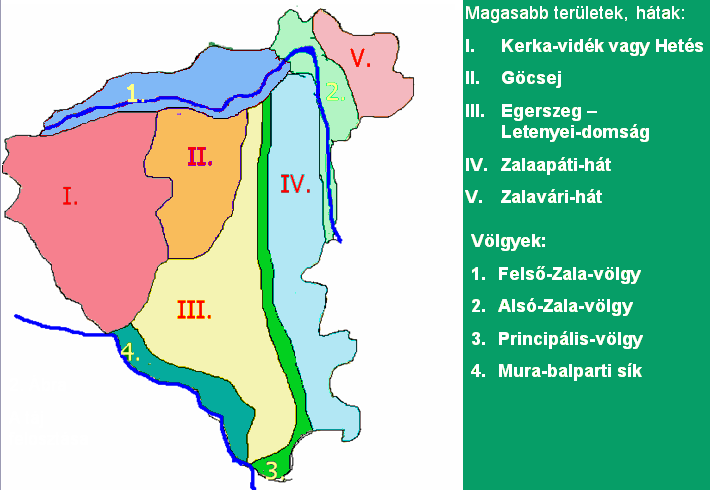
A Zalai-dombság felosztása

A terület alacsonyabban fekvő régiói a Zala folyó völgyének két szakasza, az Alsó-, illetve a Felső-Zala-völgy, a Principális-csatorna által elfoglalt Principális-völgy és a Mura északi partján elhelyezkedő Mura-balparti sík (Muravölgyi-sík, Muramente).
Öt, kiemelt helyzetű részterülete:
- a legnyugatabbi Hetés (Kerka-vidék és Lendva-vidék),
- központi helyzetű a Göcsej (ez a legnagyobb kistája) és
- az Egerszeg–Letenyei-dombság,
- keleti felén van a Zalaapáti- és
- a Zalavári-hát.

Egy másik felosztás, mely három nagy egységre és ezeken belül kisebb részegységekre bontja a tájat:
- I. Nyugat-Zalai-dombság:
  - I.a. Felső-Zala-völgy
  - I.b. Kerka-vidék (Hetés)
  - I.c. Göcsej (Közép-Zalai-dombság)
- II. Kelet-Zalai-dombság
  - II.a. Egerszeg–Letenyei-dombság
  - II.b. Principális-völgy
  - II.c. Zalaapáti-hát
  - II.d. Alsó-Zala-völgy
  - II.e. Zalavári-hát
- III. Mura bal parti sík

## Kutatástörténet
Három fő kutatási területen alkottak jelentőset a kutatók:
1. A Zala folyóhoz kapcsolódóan, a völgyének fejlődése, felépítése, Balatonhoz való viszonya, vízjárása, futásváltozásai tárgykörében. 1943-ban Kéz Andor a Balaton kialakulásának kérdése keretében végzett itt kutatásokat és teraszmegfigyeléseket. Marosi Sándor és Góczán László a Zala-kaptúrájával foglalkoztak. Megemlíthetjük még Pais László 1942-ben írt A Zala vízgyűjtője és Holub József 1963-as Zala megye középkori vízrajza című munkáját is.

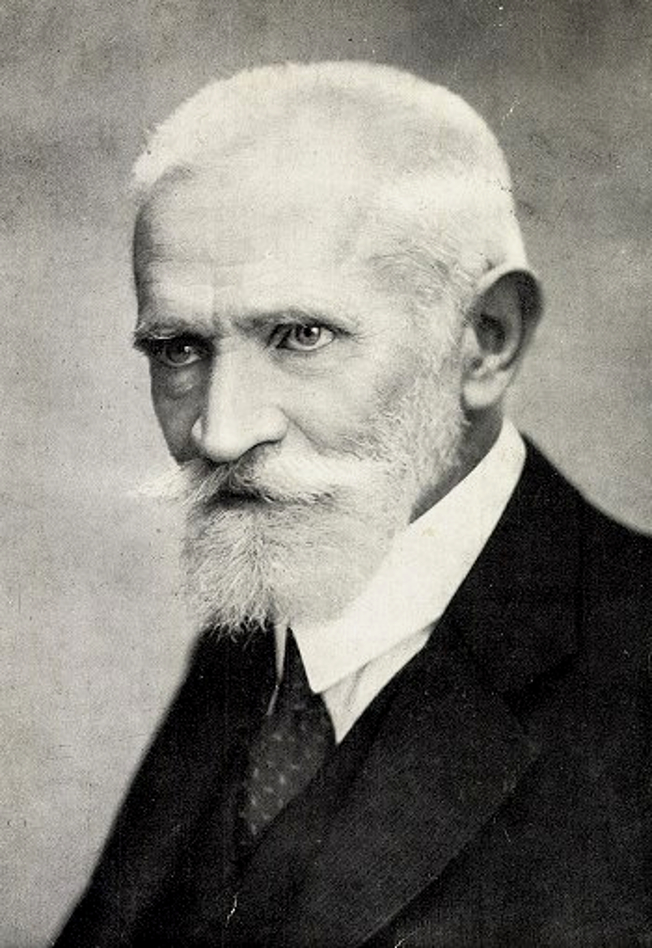
Cholnoky Jenő

1. A területre jellemző meridionális (észak-déli irányú) hátak kialakulását, morfológiáját vizsgálva. A legelső feltevés Cholnoky Jenő nevéhez fűződik, aki 1918-ban a pliocén korban a területen levő sivatagban keletkezett szélbarázdákat látta bennük. Sümeghy János 1952-ben az Ős-Duna felső pliocén folyásirányához kapcsolta kialakulásukat. A legújabb teória kialakításához többen is részt vettek. Bulla Béla 1964-ben, Lovász György 1975-ben, Pécsi Márton pedig 1986-ban publikálta a komplex eredetet feltételező elméletét. A komplex eredeten azt értjük, hogy nem csak egy tényező, hanem egyszerre több, együttes munkával hozta létre e képződményeket. E főbb tényezők: szerkezeti mozgások, folyóvízi erózió és defláció. Legvalószínűbb, hogy, mint más esetben is oly sokszor, a komplex elmélet, amelyik a legközelebb áll az igazsághoz, hisz nem csak egyik vagy másik erő formálja a felszínt, hanem az összeadódó munkájuk eredményeképpen jön létre. Meg kell még említeni Lovász György 1970-ben írt A Zalai-dombság főbb morfológiai problémái című tanulmányát is.
2. A harmadik terület a földfelszín alatt található kőzetekkel, ásványkincsekkel foglalkozó munkákat foglalja magába. A legelső ilyen irányú munka Nagy K. Amadé nevéhez fűződik 1904-ből. Sümeghy János 1923-ban adta közre Földtani megfigyelések a Zala–Rába közé eső területekről című cikkét. Az ilyen irányú kutatásoknak a fő célpontjában a területen található olajkincs állt. Ezt természetesen az olajvállalatok végezték/ végeztették. A területen elsőként az angol érdekeltségű Hungarian Oil Syndicate Ltd. végzett kutatófúrást Budafapuszta térségében az 1920-as években. Ez még eredménytelenül zárult. A következő évtizedben az Eurogasco (European Gas and Electric Company) próbálkozott és járt sikerrel. Erre a fúrásra épülve 1937-ben megindult az ipari méretű kőolajkitermelés.

## Földtörténet, geológia
A területen a földkéreg vastagsága: 25–27 km, a litoszféráé 60–80 km.
Az aljzatban a Zágráb–Kulcs–Hernád vonaltól északra paleozoos, mezozoos képződmények, délre zöldpala alatti polimetamorf kristályos kőzetek találhatóak. A Kelet-zalai-dombságban nyomozható a felső perm formációcsoport Dióskáltól keleti irányba.
Tengeri üledékképződés (márga) és szárazföldi lepusztulás egyaránt zajlott a területen. A krétában, az alpi orogenezishez kapcsolódóan enyhe metamorfizáció volt.
A terület ezután kiemelkedett, majd az eocénra újra megsüllyedt, ekkor a Szőci mészkő rakódott le. Az eocén korból datálható az egyetlen jelentősebb vulkáni eredetű kőzet a térségben, a Zalaszentmihályi andezit formáció, aminek feküje Szőci mészkő, a Padragi márgával összefogazódik. Kialakulása a Magura-óceán szubdukciójához köthető.
Az alsó miocén (24-17 Ma) során folyóvízi hordalékkúpok (kavics) ill. ártéri üledékek (homok, agyag) képződtek. Mura–Dráva-tengermedence felől tengerelöntések érkeztek.
A középső miocénban (17,5-14,5 Ma) mélyvízi, part távoli üledék (slír, aleurolit és agyag) jellemző. Legvastagabb bádeni üledéksor a Dél-zalai-medencében halmozódott fel, mintegy 2200 méter vastagon.
Késő miocénre (14,5-7,5 Ma) még jellemző a mélytengeri üledékképződés, de már megindul a folyóvízi feltöltés ÉNy-Ny felől. (100–200 m vastag, főleg homok).
A Pannon-tenger elvonulása után a terület emelkedni kezdett.
A pliocén kor legfontosabb eseménye a folyóvízi feltöltésből származó kavicsterületek kialakulása. Miután a Pannon-tenger lassanként visszahúzódott, mintegy 5,4 millió évvel ezelőtt, a Zalai-dombság területén síkság maradt. A pleisztocén során lösz fedett be nagy területeket.
A felszínen szinte kizárólag a legfiatalabb korú kőzetek találhatóak, a völgytalpakon azonban kibukkanhatnak a felső pannon korúak is.

## Ásványkincsek
A területen található ásványkincsek két fő csoportból kerülnek ki: szénhidrogének és építőipari alapanyagok.
A szénhidrogén-lelőhelyek közül a Budafapuszta körüli területen 1400-1800 méter mélységben egy 18,3 km² kiterjedésű szénhidrogénmező húzódik. A Budafapuszta–1 számú fúrás (1937. április 11.) volt az első magyarországi földgázlelőhely, a Budafapuszta–2 számú pedig az első, amely már ipari mennyiségű kőolajat termelt (1937. április 14.). Jelentőségét ma elsődlegesen széndioxidvagyona adja. A felső kréta meszes-márgás és a középső miocén márgás-homokos rétegek között található az olajkincs, 1800-2100 méter mélységben.
Az építőipari alapanyagokat három csoportba sorolhatjuk. Építő- és díszítőkőbányák találhatóak Zalaegerszegen, Karmacson, Bazsiban és Vindornyaszőlősön. Jelentős kavicsbánya Szemenyecsörnyén, homokbánya Nagykanizsán és Reziben van. Kerámiaipari alapanyagokat bányásznak Pankasz, Pórszombat, Teskánd, Zalaszentgrót, Gutorfölde és Nagykanizsa környékén.

## Morfológia

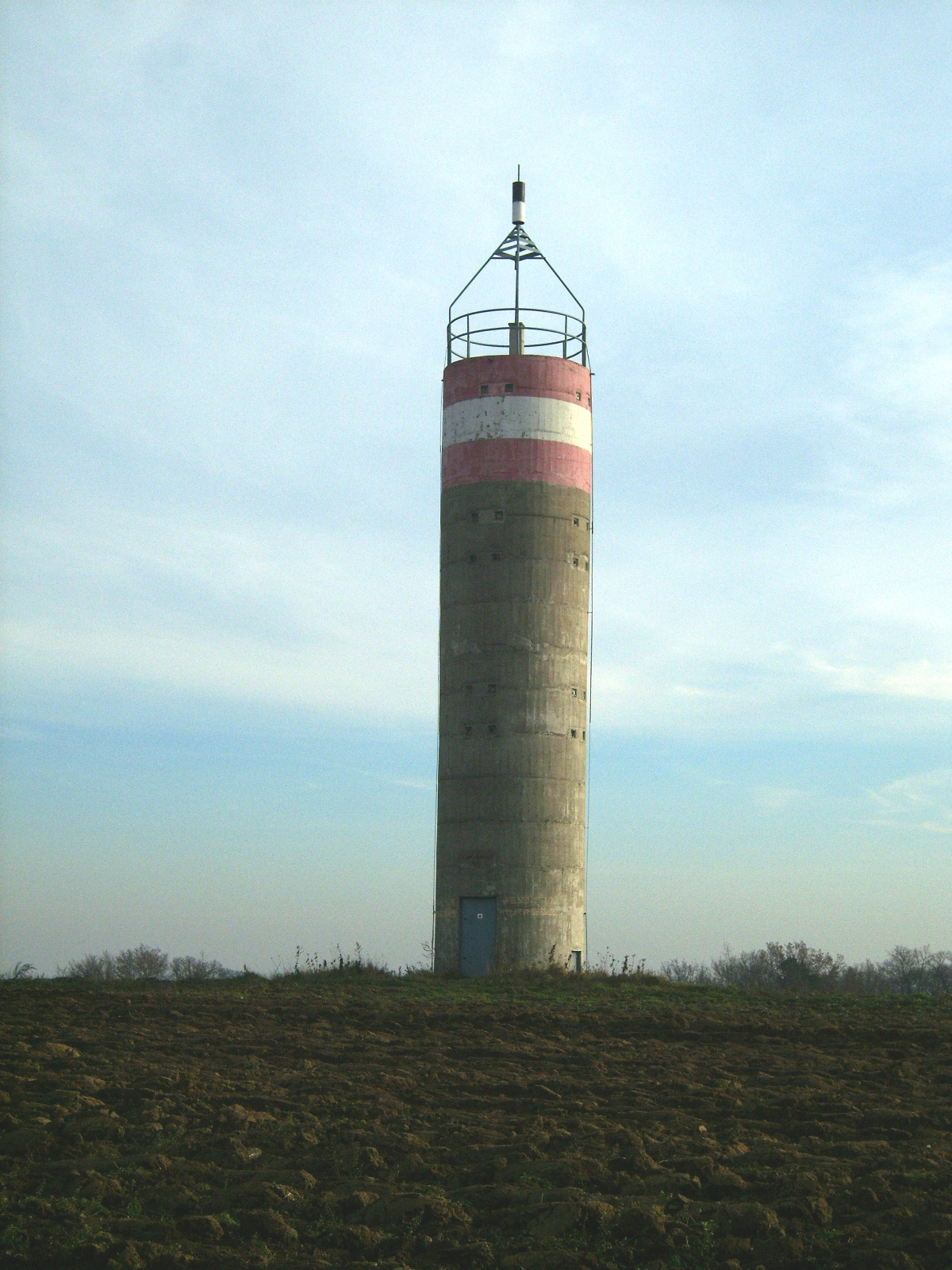
A Kandikón lévő geodéziai mérőtorony

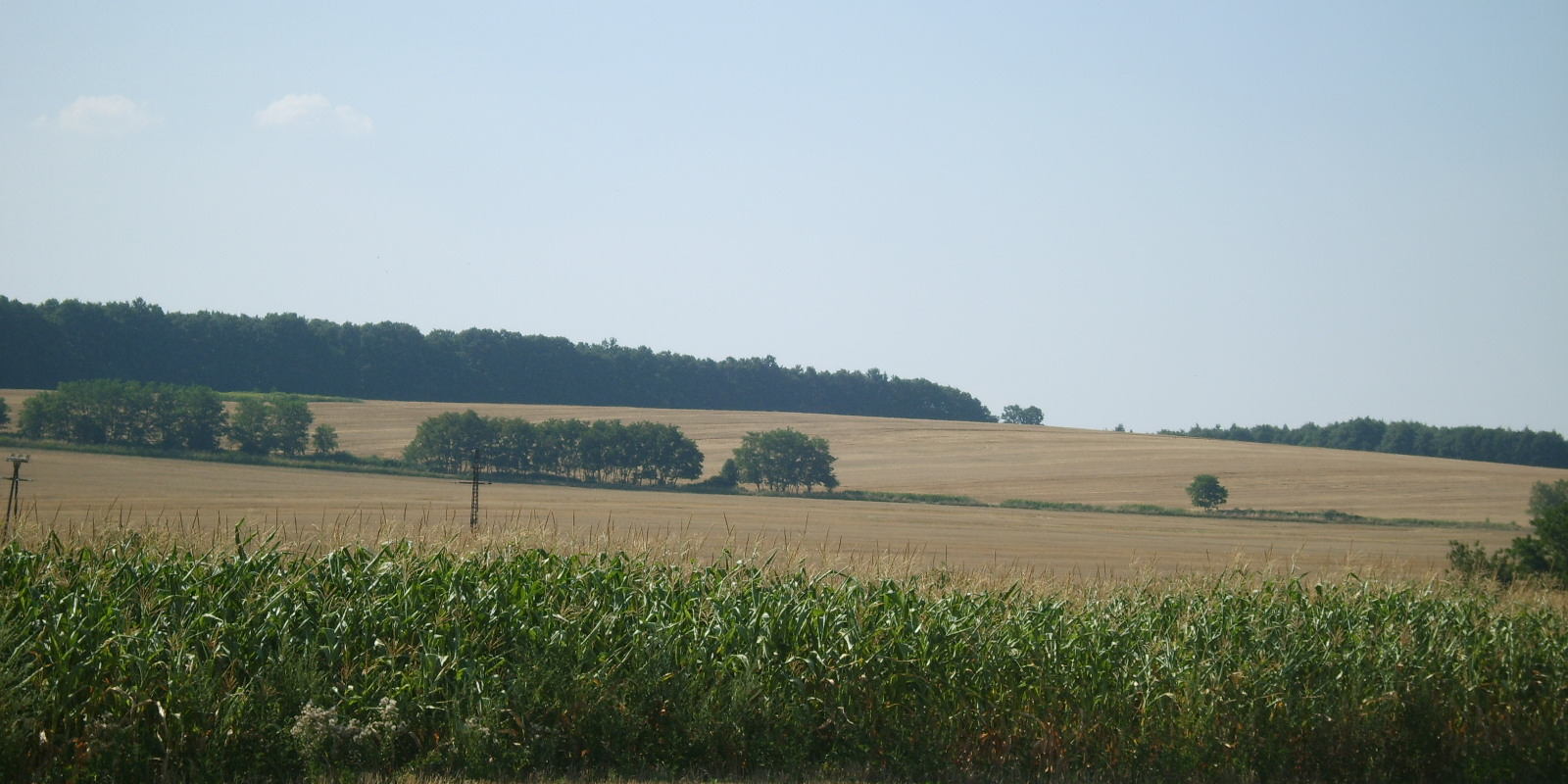
Tipikus dombsági táj Pölöske határában.

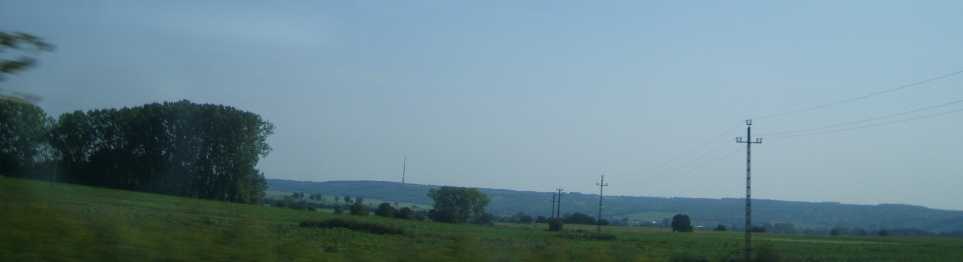
A Zalaapáti-hát nyugati oldala

A táj geomorfológiai körzetekre bontható:
- Nyugati rész
  - A Kerka-vidék (Hetés) három alkörzetre osztható tovább, északra a Lenti-medencétől három különböző irányba kibillent pannon rög található. A terület központi része a síksági jellegű Lenti-medence. Nagy vastagságban található itt az Ős-Mura hordaléka, erre a mai vízfolyások (például Kerka) hordalékkúpjai települnek. A medencétől délre a Tenke-hegy északnyugat felé megbillent röge található.
  - A Göcsej felszíne dombos – völgyes jellegű. Észak-Göcsej észak–déli, Dél-Göcsej északkelet–délnyugati irányban billent ki. A magasra emelkedő „hegyek” szabálytalanul szabdaltak, erodált jellegűek. A Göcsej Magyarország egyik legtagoltabb felszínű térsége. A dombok rendre 250 méter fölé emelkednek, a legmagasabb a 301 méteres Kandikó. Déli–délnyugati irányban lejtősödő felszínét a vízerózió lépcsőzetesen lehanyatló, közel párhuzamos dombsorokra szabdalta, melyeket viszonylag keskeny, szabálytalan alakú völgyközi hátak kapcsolnak össze. Az északkeleti és keleti lejtők a legmeredekebbek, dél–délnyugat felé vályoggal fedett, fokozatosan alacsonyodó, derázió és geliszoliflukció által formált lejtők ereszkednek.
  - A Felső-Zala völgy tektonikailag előrejelzett és kelet felé tölcsérszerűen kiszélesedik. A völgy jobb oldalán mély, szűk völgyek, nehezen felismerhető teraszok, pannon agyaghoz kapcsolódó ó-holocén suvadások, baloldalt hosszabb, lankás, lösszel fedett lejtők találhatóak.
- Keleti rész
  - Az Alsó-Zala völgy szintén szerkezetileg előrejelzett, észak-déli futású völgy. Erősen aszimmetrikus, nyugati oldalán a lejtők jóval meredekebbek. A Balaton vize egész a történeti időkig elfoglalta a területet. Jelentős a tőzegképződés.
  - A Kelet-zalai-dombság legjellegzetesebb formái a meridionális völgyek és hátak. A hátak nyugatról keletre a következőképpen követik egymást: Söjtöri-, Zalaszentmihályi-, Zalaapáti- és Zalavári-hát. Ezek közül a legnagyobb a Zalaapáti-hát, amely 5-12 kilométer széles és 50 kilométer hosszú. Két kisebb süllyedék öt részre tagolja. A hátak északról délre alacsonyodnak, lépcsős szerkezetű völgyek tagolják őket és csuszamlásos formák gyakoriak bennük
  - A Principális-völgy meridionális völgy, mely Nagykanizsa térségében 4–5 km széles völgymedenceszerű lapállyá szélesedik. Kialakulásában egyaránt szerepe volt a szerkezeti mozgásoknak, a folyóvízi eróziónak és a deflációnak is. Futóhomokformák teszik változatossá felszínét.
  - A Letenyei-dombság a Zalai-dombság átlagosan legmagasabbra kiemelt része. A dombhátakat eróziós és deráziós völgyek sűrűn szabdalják. A magasra kiemelt, meredek dombhátak laza üledékekből (homok, agyag, vályog) épülnek fel. A bőséges csapadék miatt a lejtőkön lefutó eső- és olvadékvizek lehordják a talaj felső rétegét, esőbarázdákat, később vízmosásokat, majd árkokat és végül völgyeket alakítanak ki. Itt már a meridionális irányultság kevéssé jellemző.
  - A Mura-balparti sík a Mura szerkezeti árkának bal oldali pereme. Idősebb és fiatalabb teraszrendszere a Letenyei-dombság déli meredek peremét követi. Murarátkától a fokozatosan kiszélesedő (5–10 km) völgysíkot a Mura újpleisztocén teraszrendszere és óholocén ártere uralja.

## Éghajlat
A csillagászatilag befolyásolt besugárzás évi összege: 4300-4400 MJ·m².

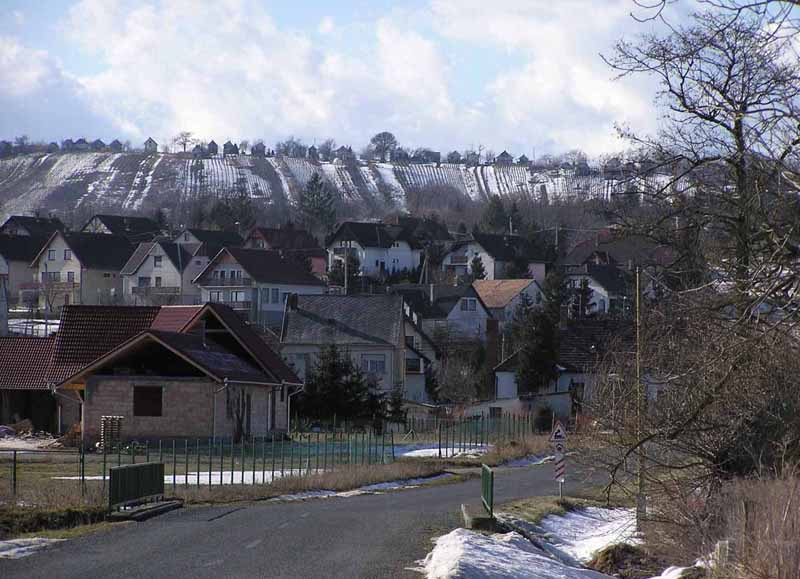
Bocfölde téli látképe, előtérben a Válicka patak.

A napfénytartam: 1950-2000 óra/év között alakul, ami azonos szélességi körön levő magyar területekhez viszonyítva a legkisebb érték. Ez visszavezethető az 56-62%-os évi átlagos felhőzetre, amit az atlanti hatás erőssége okoz.
Szélirányok közül az észak és dél irányú leggyakoribb, összesen kb. 30%, irányuk megtartására rásegítenek a meridionális völgyek.
A szélcsendes időszakok szintén gyakoriak, mintegy 25% értékkel.
A már említettet atlanti és a mediterrán hatás a csapadékra és a hőmérsékletre is erőteljes hatást gyakorol.
Az év leghidegebb hónapja a január, de nem sokkal enyhébb a február sem. Ezekben a hónapokban a levegő hőmérséklete a keleties irányokból, azaz az ázsiai kontinens felől áramló légtömegek hőmérsékletének függvénye. A januári középhőmérséklet térségünkben átlagosan −1 °C és −1,7 °C között ingadozik, ami által a térség ekkor csaknem a legenyhébb tája Magyarországnak, ritkán fordul elő tartósan −3 °C alatti átlagok.
Ez az Adriai-tenger irányából be-betörő légtömegek mérséklő hatása miatt érezhető.
A legmelegebb hónap a július (20 °C). A nyári melegért a keletről jövő kontinentális és a délnyugat felől jövő mediterrán légáramlatok a felelősek. Gyakori, hogy a nyugatról kelet felé vonuló óceáni eredetű ciklonok hűvös levegője beáramlik a térségbe. A nyári félév (IV-IX.) középhőmérséklete az összmagyarországi 17,8 °C-hoz képest csak 16,7 °C. A sokévi középhőmérséklet adatok azt igazolják, hogy a térség nyáron a kissé hűvös tájak közé tartozik.
Az atlanti eredetű légtömegek nagyobb hatása miatt a térség hőmérsékleti viszonyai, a hőmérséklet évi járása az összmagyarországihoz képest kiegyenlítettebb. A legnagyobb ingadozás februárban van, 16,1 °C.
A fagyos napok számottevő előfordulása november–március időszakban várható. Leggyakoribb a fagy januárban. Ekkor 76-83%-os gyakorisággal fordul elő.
A nyári napok száma 64-65 között ingadozik, ám a hőségnapok száma nem éri el a 14-et.
Az évi csapadék mennyisége nyugaton 800 mm, keleten 750 mm körül alakul.
A legkevesebb csapadék télen, februárban hullik. A csapadékösszegek jelentős mértékű emelkedése áprilisban indul meg. A legcsapadékosabb hónap azonban általában a június és a július (75–85 mm), a Magyarország többi részén megszokottal szinkronban.
Kialakul az ún. őszi másodmaximum, az ún. mediterrán ciklontevékenység hatására.
A hótakarós napok átlagos száma 45 nap. A legvastagabb takaró februárban alakul ki (8 cm), de a januári sem sokkal kisebb (6 cm), és ez országos viszonylatban kiugróan magas.
A völgyek klímája köd-hajlamos. Gyakori az átmeneti évszakokban az ún. talajmenti, a völgytalpak felszíne felett 5–10 m vastagságban kialakuló köd. Létrejöttében a helyi domborzatnak, a talajminőségnek és a csapadéknak van vezető szerepe

## Vízrajz

### Felszíni vizek
A terület vízrajzára erőteljes hatást gyakorol a már tárgyalt csapadék mennyisége, illetve a területenként más-más vízáteresztő-képességű kőzetek. Így a Principális-völgy futóhomokján és a Hetés kavicstakaróján kedvezőtlen lefolyásviszonyokat találunk. Az agyagos, vályogos részeken viszont adottak a lehetőségek a sűrű vízhálózat kialakulásához, Magyarországon a legsűrűbbek közé tartozik. Ezzel összefüggésben a völgysűrűség is igen nagy mértéket mutat. Elősegítette a völgyek képződését a laza felszíni kőzet és a terület negyedidőszaki kiemelkedése is.
A domborzat tagoltsága igencsak behatárolja a nagy vízfolyások kialakulásának lehetőségeit, így csak a Zalát és a Murát tekinthetjük annak. Ez a két folyó gyűjti össze a patakok vizét és a Balatonba, illetve a Drávába szállítja.

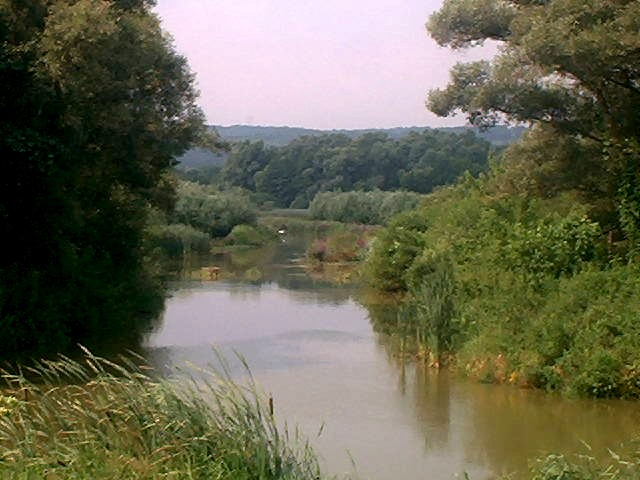
A Zala nem sokkal azelőtt, hogy eléri a Kis-Balatont.

A Zala, mint a folyóink legtöbbje nem a mostani medrét foglalta el az idők folyamán. Az Ős-Zala a középső pleisztocénben még a Rába egy elhagyott völgyét használva folyt a Rábába, amit ma a Marcal tölt ki. Ez a helyzet a Keszthely-Gleichenbergi vízválasztó kiemelkedésekor változott meg, mikor is az Alsó-Zala Türje térségében hátravágó eróziójával elérte és dél felé fordította. Ezt nevezzük türjei kaptúrának. Emlékét a Zalaszentgrót környékén látható aszóvölgy őrzi. Az így a Dráva felé kényszerített Zalát a Balaton-medence pleisztocén végi besüllyedése újra irányváltásra kényszerítette, a második kaptúrát okozva Fenékpusztánál. Újabb aszóvölgy alakult ki, amely ma a Kis-Balaton medencéje. Ekkor vette fel a Zala mai folyásirányát és lett a Balaton fő vízszállítója.
A Zala szakaszjellege, a torkolati egyensúlyi jellegen kívül, kanyarogva feltöltő. Vízminősége tápanyag-ellátottság és mikrobiológiai tényezők alapján IV. osztályú, a többi jellemző (oxigénháztartás, mikroszennyezés, toxicitás és egyéb) alapján III. osztályú besorolást kapott az 5 fokú skálán.
A Mura pliocén végétől az új pleisztocén végéig kialakított öt terasza formai szempontból két csoportra osztható. Az idősebbek rendkívül gyengén fejlettek, leginkább csak lejtőtörésként mutathatók ki. Az új pleisztocén eleji és végi terasz már jól fejlettek. Vízminősége ipari és öntözési célokra I. osztályú, de halgazdasági és ivóvíz felhasználására már csak II. osztályú.

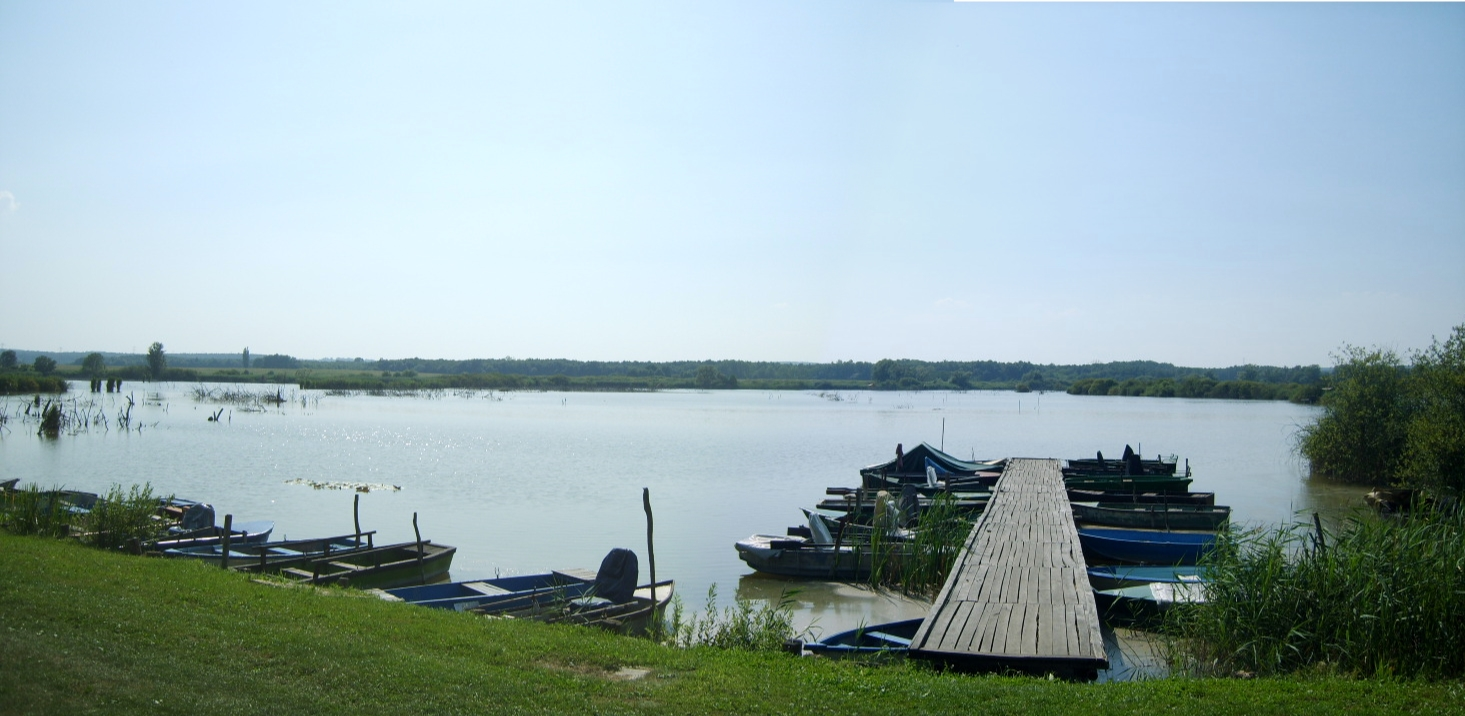
A zalaszentmihályi horgásztó. Egyike a tőzegbányák felhagyása után maradt tavaknak.

A kisebb folyók közé tartozik a Szlovéniában eredő Kerka folyó. Hossza összesen 80 km, ebből 60 kilométer esik Zala vármegyére. Vízgyűjtő területe: 1598 km². A Kerka teraszos völgye pleisztocén kavics- és homok hordalékkúpon alakult ki. Négy patak vizét egyesítve folyik bele a Murába. A felső szakasza bővizű, gyors lefolyású, alsó szakaszán viszont lelassul. Medre főképp kavicsos, kemény aljzatú, finomabb hordalék csak a partszegélyeken található.
Árvíz kialakulhat minden hónapban, de főleg kora nyáron és ősszel, kisvíz késő nyáron jellemző. Az áradások következtében, vagy tartós csapadék esetén a völgyi területeken jelentős a belvízveszély. Karbantartással, a földek alácsövezésével jelentősen csökkenteni lehet az ebből eredő károkat.
Természetes tavak kialakulásának nem kedvez a domborzat. Mesterségesen viszont könnyen, a völgyben folyó patak elgátolásával kialakítható kisebb-nagyobb víztükör, ahogy ezt elég sok település meg is tette az évek folyamán. Vannak még a tőzeg- és építőanyag-bányászat felhagyása után visszamaradt bányatavak is a területen szép számmal.

### Felszín alatti vizek
Nem alakult ki összefüggő talajvíztükör, ez visszavezethető a domborzati tagoltságra. A völgytalpakon felszínhez közel található, de a dombsági területeken nem ritkán a több tíz méter mélyen található csak meg. Átlagos keménysége közepes szintű, 15-20 Nk°. Mennyisége szintén a terület minőségének függvénye, a völgyekben akár a 7 l/s km²–t is elérheti.
Rétegvizek bőségesen találhatóak, a kavicsos vízzáró réteg által megrekesztve. Ez tette lehetővé a területre olyannyira jellemző szétszórt településforma kialakulását.
Fontos a termálvíz is, amelynek hőmérséklete az esetek túlnyomó többségében 60 °C feletti, legfőképpen a felsőpannon rétegekben található. Az olajipari kutatások miatt a térségben a magyarországi átlagnál több ismert termálkút van.
Ásványvizek közül a zalaszentgróti a legjelentősebb.

## Növényzet

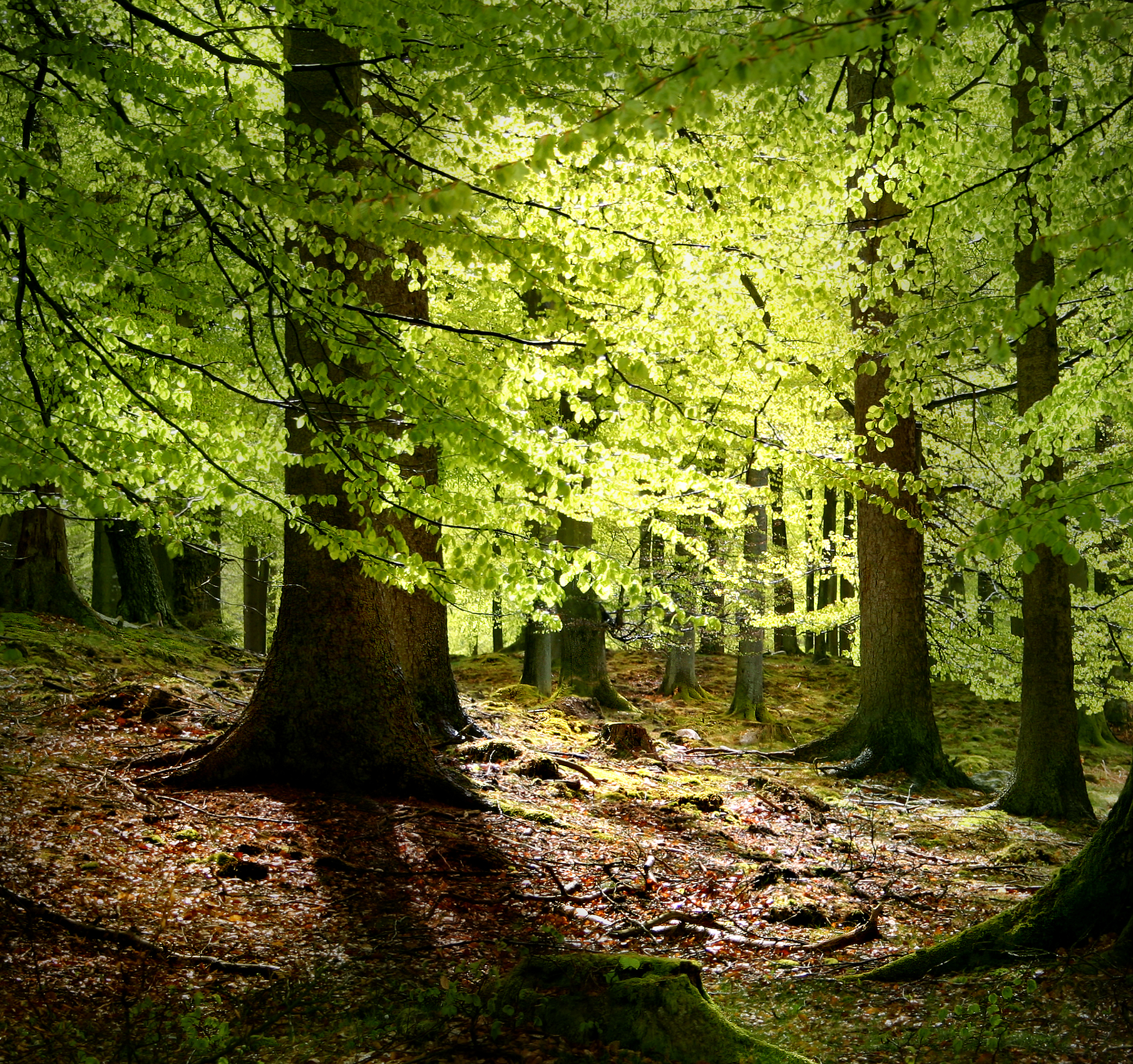
Bükkerdő látképe

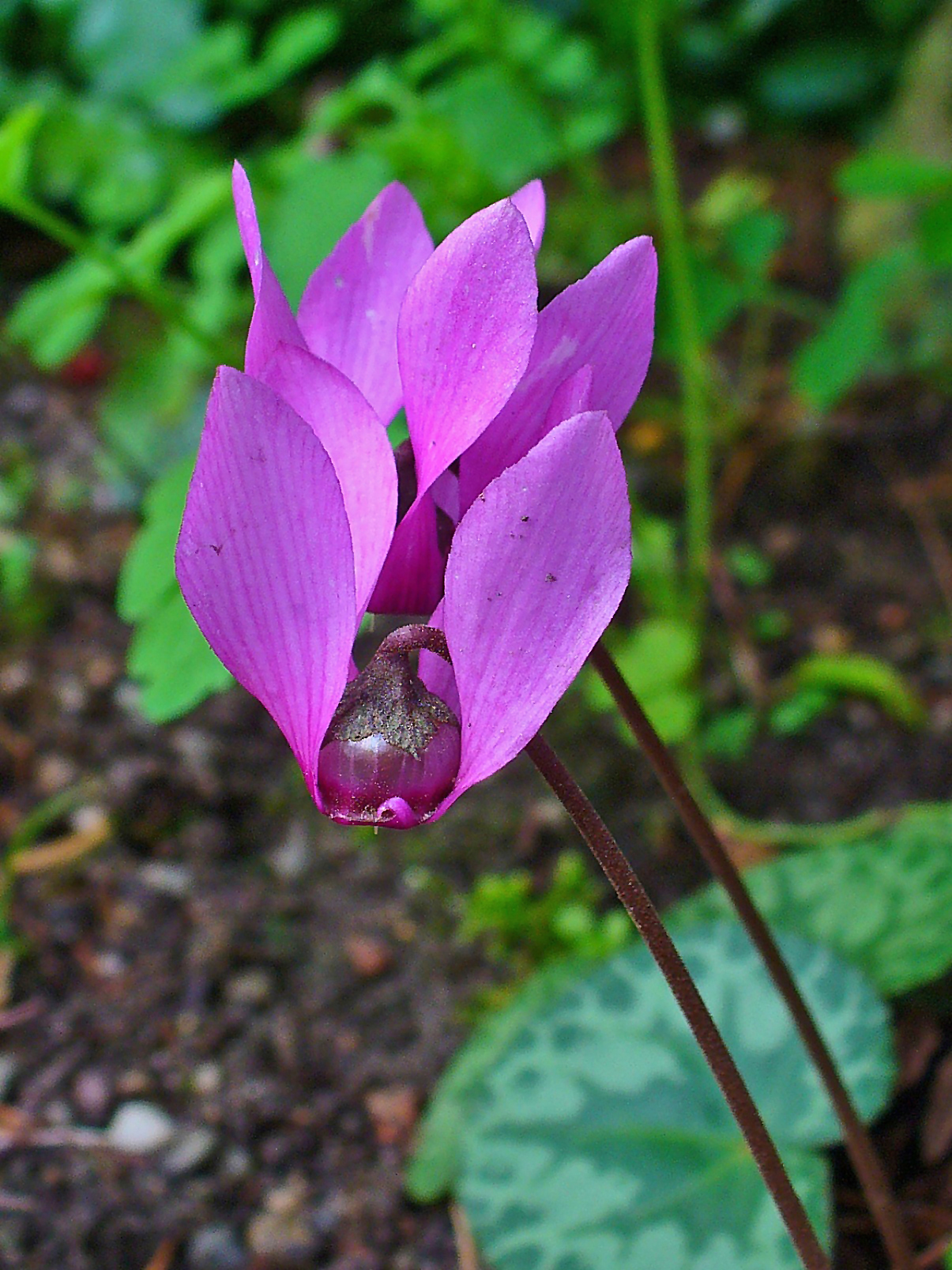
Az erdei ciklámen jellegzetes védett növényfaja e tájnak

Zala Magyarország erdőben leggazdagabb vármegyéje. A 117 ezer hektárnyi erdő a terület 31%-a. Dél-Zala és a Kerka-vidék erdőborítottsága, meghaladja a 40%-ot, a gyenge termőképességű nyugati részeken ez az arány akár 60-70%-ig is felkúszhat.
A vármegye erdőinek jelentős része (60%) nevezhető természetközeli vagy természetszerű erdőtársulásnak. Az erdők elsődleges rendeltetése a fatermesztés, mindössze 6%-ot találunk egyéb funkcióban.
A Zalaegerszegi Erdészet 10 747 hektár állami tulajdonú erdőterületen gazdálkodik, a többi terület magántulajdonban van.
A vármegyében az egy hektárra jutó élőfakészlet csaknem másfélszerese a magyarországi átlagnak. Itt található az ország erdőterületének 6,8%-a, élőfakészletének egy tizede. Az összes fatermés folyónövedéke átlagon felüli (évente kb. 819 ezer m³). A bükkösöket, tölgyeseket 110-130, az erdei fenyveseket 90-110, a mézgás égereseket és a lucosokat 60, a csereseket 80, az akácosokat 30-35 éves korukban vágják ki.
Nagy kárt okoznak az illegális fakivágások, falopások.
A dombság két flóravidék határán helyezkedik el: északnyugati részét (Hetés, Göcsej) a Nyugat-Dunántúlt felölelő Praenoricum flóravidék göcseji flórajárásába, déli és keleti részét a Praeillyricum flóravidék zalai flórajárásába sorolják. A Mura-balparti síkon a Nyugat-Balkáni flóratartomány flóraelemei is megtalálhatók.
A zalai flórajárásra jellemzőek a gyertyános– és kocsánytalan tölgyesek, zalai bükkösök, cseres–tölgyesek; gyakori még a szelídgesztenye is. Jellegzetes, nyílt társulása a magyarcsenkeszes pusztai gyep. Általánosan előforduló fajok még a gyűrűvirágfélék, a berzedt galaj, a sávos here, a csenkeszfélék.

Délkelet-Zala jellemző társulása az ezüsthársos-gyertyános tölgyes, Északkelet-Zaláé a dél-dunántúli dombvidéki bükkös; ezek gyepszintje a nodumtól a teljes borításig változik. Védett, jellemző növényei:
- zalai bükköny,
- nőszőfű fajok,
- madársisak fajok,
- erdei ciklámen,
- farkasboroszlán,
- lónyelvű csodabogyó.

Ezen erdőkhöz az észak-zalaiakhoz hasonlóan olyan száraz gyepek kapcsolódnak, amelyekben fellelhető több ritka faj is:
- magas szárú kocsord,
- hegyi gurgolya, avagy tömjénillat
- havasalji aggófű,
- sárga len,
- kosbor fajok,
- bangó fajok,
- ágas homokliliom.

A göcseji flórajáráshoz tartozik a névadó Göcsej mellett Hetés is. Itt már alpi hatás érzékelhető, ennek jele a nagy területet elfoglaló erdei fenyő. Előfordul elegyesen tölggyel vagy önálló erdőalkotóként; mai területének nagy részén telepített. Legfontosabb nagygombái: vargánya, csiperke, őzlábgomba, rizike (fenyőalja-gomba), galambgomba régebben jelentős szerepet töltöttek be a lakosság élelmezésében.
A terület jellegzetes elemei még a bükkösök és gyertyános-tölgyesek. Göcsej erdőborítottsága 40%-os, a gyepterület 13%.
A völgyekben a vízparti réteket és a kaszálókat fűzbokrok és égerligetek tarkítják.
A területen a fő haszonnövények: búza, kukorica, árpa, vöröshere.

## Állatvilág

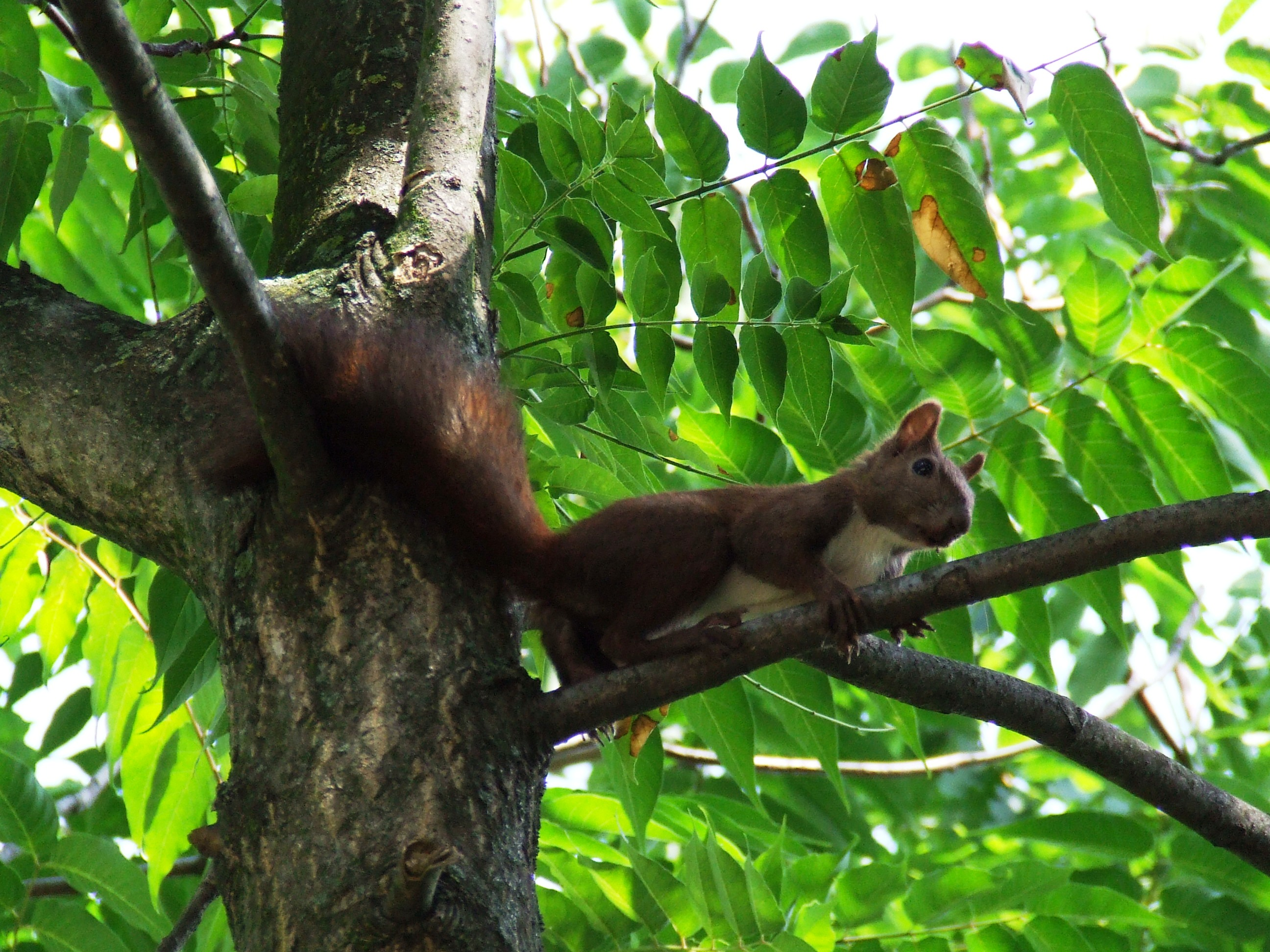
Európai mókus, az erdők és parkok jellegzetes lakója.

A tisztább vizű vízfolyások (például Kerka, Kerca és Zala) jellemző faja a folyami kagyló és a folyami rák.
A Zalai flóratartományhoz kötődő állatállomány nem különbözik a magyar átlagtól, jellemzően nagyvadakból áll (őz, vaddisznó) és kevés különleges állatfajnak ad otthont.
Gazdasági jelentőséggel bír e vadállomány, mind a vadhús, mind a bérvadászat tekintetében. Híresek a zalai szarvastrófeák, már több világbajnoki érmet kiérdemeltek.
Göcsej állatvilága viszont kifejezetten változatos, ami a különböző állatföldrajzi hatások keveredésének, a tagolt felszín és a változatos mikroklíma élőhelyek sokféleségének kialakulásának köszönhető. Az állatvilág faji összetételében meghatározó a pannóniai fauna, de erősen érezhető a nyugat-balkáni (illír), és az atlanti-mediterrán hatás is. Egyrészt az erdősültség, másrészt a már említett földrajzi helyzet következtében a göcseji erdők állatvilága kiemelkedően gazdag. Jelentősek a reliktum állatfajok is.
A patakok újra megjelenő ritkasága a réti csík. Már február végén, márciusban megjelennek a pettyes gőték és a tarajos gőték a patakok mentén a tavaszi kiöntésekben. Göcsej gőteállománya kiemelkedő.
A vizes területek kétéltűekben gazdagok: kecskebéka, vöröshasú unka, zöld varangy, barna varangy, zöld levelibéka, erdei béka.
A hüllőket a vízisikló, erdei sikló, fürge gyík, fali gyík képviseli.
A madarak közül fontos megemlíteni a harkályféléket, mivel a Magyarországon megtalálható fajok mind költenek itt is. A baglyok előfordulása is gyakori az erdőkben. Két igen ritka madár a holló és a lappantyú is jelen van.
Göcsej denevérállománya is gazdag, mind az erdei, mind az épületlakók tekintetében, de a vizes területekhez kötődő fajok is jelen vannak.
Az utóbbi évtizedekben jelentősen megnövekedett a rókák és néhány menyétféle ragadozóállománya (nyest, nyuszt). Örvendetesen szaporodik a vadmacska, az aranysakál dél felőli megjelenése várható.
A fokozottan védett vidra elsősorban a nászidőszaka alatt (október–április) gyakran kóborol a patakok mentén, de egész évben csak kis létszámban jellemző, megfelelő élettér és táplálékbázis híján.

## Talaj

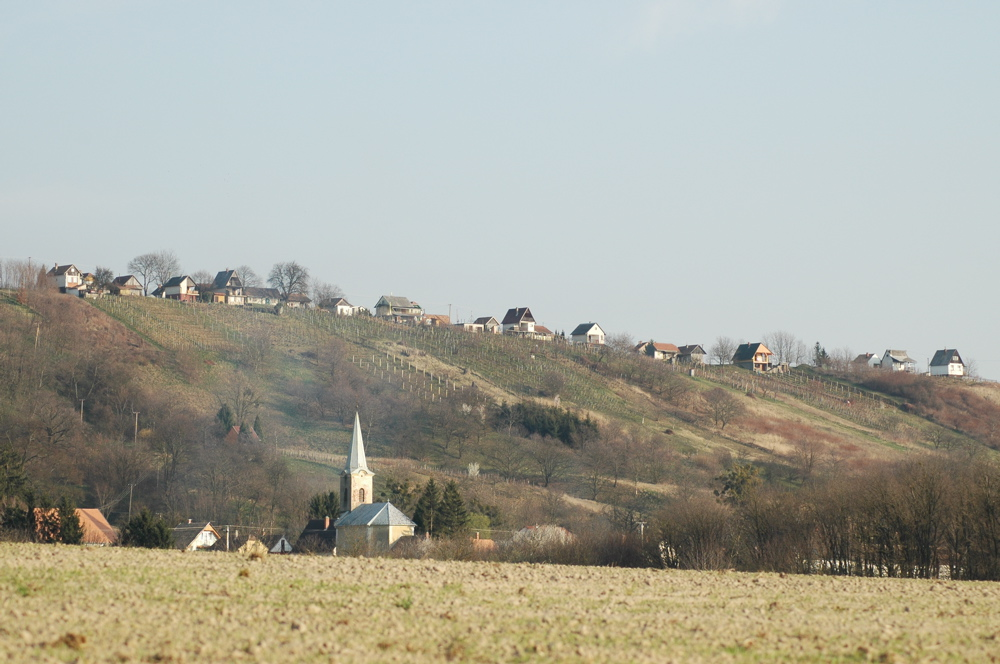
Szőlőhegy Pusztaszentlászlón. Gyakran szőlőt termelnek a gyengébb minőségű talajokon.

A talajfajták fő előfordulási területe a csapadék függvényében nyugat–kelet irányban változik, de ez nem jelenti azt, hogy az egyik talajra jellemző környezetben ne fordulna elő egy másik. Alapvetően a következőt mondhatjuk el: a legnyugatibb, legcsapadékosabb részeken a pangó vizes vagy pszeudoglejes barna erdőtalajok jellemzőek, ezek alacsony termékenységűek, akár 70%-ot is erdő fed. Kevés humusztartalma a sok csapadék által okozott kilúgozódásra vezethető vissza.
A következő sávot az agyagbemosódásos barna erdőtalajok alkotják. A domborzati viszonyok miatt jellemző az eróziós földes kopárok létrejötte.
Végül a barnaföldek következnek, ezek a terület legjobb minőségű termőtalajai, V. termékenységi osztályba sorolhatóak.
A völgyek talpán a réti és láptalajok különböző változatai fejlődtek ki az elmúlt évezredek során.
Ahol a felszíni víz szerepe kisebb jelentőségű, ott a réti talajok, ahol viszont a gyakori vízborításhoz magas talajvízszint is járul, ott lápos talajok uralkodnak. Ezeknek a talajoknak termőrétege általában a magasabb, mint az erdőtalajoké. E két típusnál azonban megjelenik a humusz sajátos változata, a nyershumusz, azaz a kevéssé elbomlott növényi részekből álló anyag.

## Táji értékek

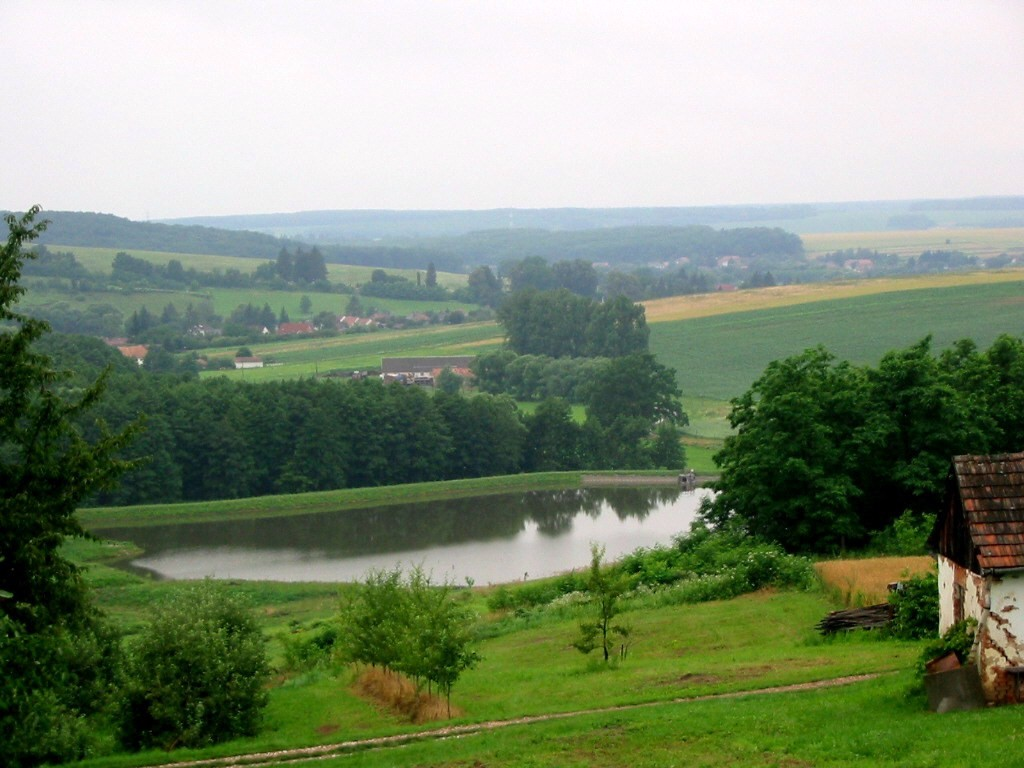
Horgásztó Gutorföldén a Göcsej lankái közt

Magyarország nemzeti parkjai közül az Őrségi és a Balaton-felvidéki Nemzeti Park kis területe nyúlik be a tájba.
Tájvédelmi körzet és természetvédelmi terület is kevés van – Magyarország ilyen területeinek 3,9%, illetve 1,5%-a. Ezek közül a legértékesebbek:
A Kerka-mente Natúrpark a Hármashatár Natúrpark szerves része. Több tájegységet is magába foglal; ide tartozik:
- az Őrség déli része,
- Göcsej nyugati része,
- Hetés magyarországi szakasza és
- egy kis rész a Mura balparti síkjából is.

Területe 55 159 ha. Lakóinak száma 24 500 fő.
Természeti értékekben bővelkedő táj ez. Területének 38%-át erdők borítják. A tornyiszentmiklósi „Muraerdő” Magyarország egyetlen ártéri termőhelyű bükköse. A csödei-erdő értékes botanikai csemegéje a tízezerszám virágzó kakasmandikó.
A kilencvenes évektől e területen ismét megjelent a holló. A térség öreg bükköseinek lakói a fokozottan védett nagyfülű denevér és pisze denevér. A Natúrpark északi részén, Zalalövő határában még nő a európai zergeboglár, ami egy szubalpin, jégkorszaki reliktumnövény. A kiszáradó láprétek védett hüllője a keresztes vipera. A madarak közül a réteken él a fokozottan védett haris. Jól alkalmazkodott az emberekhez az Európa nyugati részéről csaknem eltűnt fehér gólya, ami a Natúrpark szinte valamennyi falvában költ.
A Zalakomári madárrezervátum 264 hektáros területének védelmét 1976-ban rendelték el. A Zalakomár és Galambok községek határában fekvő terület zömmel erdő, kisebb része gyep, amely nagyobbrészt még megőrizte eredeti természetes állapotát. Legfőbb erdőtársulásai a páfrányos égerláperdő és a magaskőrises égerláp. A terület különleges természeti adottságainál fogva számos ritka madárfaj számára teremt kedvező élőhelyet. A legjelentősebbek a rétisas, a fekete gólya és a fekete harkály.
A Surd községben kialakított arborétum, pihenőpark különleges értékét az adja, hogy a világ szinte valamennyi fenyőfaja megtalálható itt.

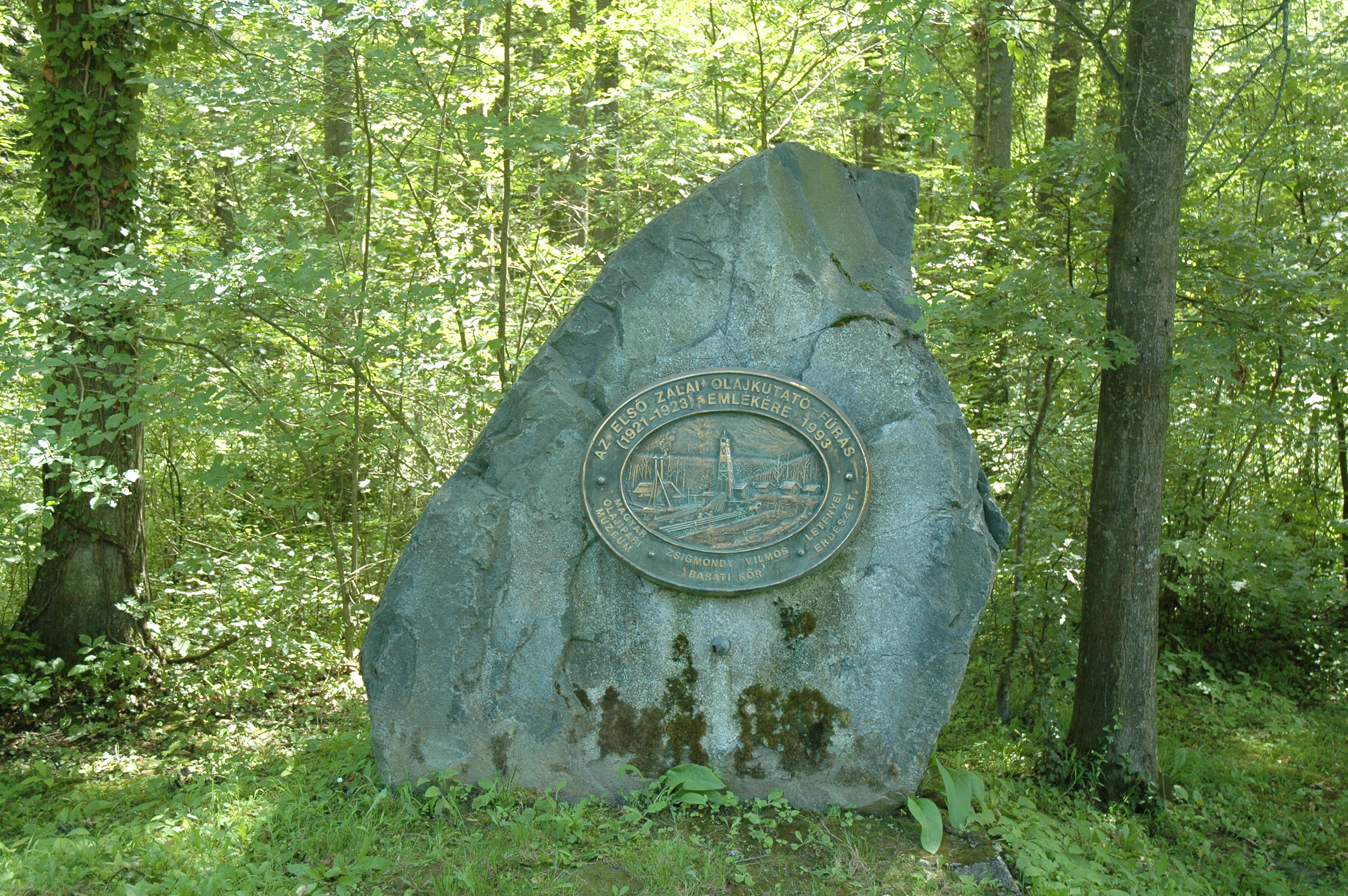
Az 1921–1923 közötti kutatófúrás emlékműve a budafapusztai arborétumban

A budafapusztai arborétum területét alkotó erdők 1945-ig Zichy családi birtokok voltak. 1945-ben az uradalmat államosították. Az arborétum kialakítása 1954-ben kezdődött meg azzal a céllal, hogy elősegítse az idegen vidékekről származó fafajok magyarországi meghonosítását. A régi kastélyparkhoz kapcsolódva újat alakítottak ki, a meglévő kis tavat felújították és a Pajtafai-völgyben új víztározó épült. Az arborétum területének nagyobbik részét az egzóta fafajok állományszerű telepítései alkotják, melyek egyediségükkel Európán belül is ritkaságszámba mennek. A parkban 132-féle tűlevelű és 88-féle lomblevelű fát találhatunk.
Budafapuszta ipartörténeti szempontból is nevezetes. Az arborétumban emlékmű jelzi a Budafapuszta-1-es számú fúrás helyét, ahol Magyarországon először megkezdődött a földgázbányászat.
A kőolajipar magyarországi múltját a zalaegerszegi Olajipari Múzeum lévő kiállítás segítségével követhetjük nyomon. Szomszédságában található az országos hírű Göcseji Falumúzeum, amelyben a helyi és finnugor rokonságunk életét, kultúráját, építkezési szokásait mutatják be. A megyeszékhely területén található az Azáleás-völgy, ami a virágzás idején csodás látványt nyújt.
A térség számára óriási lehetőség rejlik a falusi turizmusban, ami még nincs kellően kiaknázva.
Magyarország hévizekben egyik leggazdagabb területe a Zalai-dombság, melyet a szénhidrogén bányászat során végzett mélyfúrások tártak fel. Az itteni termálvizek általában kb. két millió éves, felső pannon korú üledékekben halmozódtak fel. A környék termálvizeinek ásványianyag-tartalma, hőmérséklete és vízhozama termálkutanként erősen változik. E termálkincsre alapozva épült meg Bázakerettyén, Letenyén, Lentiben, Zalakaroson, Kehidakustányban, Zalaegerszegen, Zalaszentgróton, Gelsén (ideiglenesen zárva) és Pusztaszentlászlón is a termálfürdő.